# Éric Garcin
Pour les articles homonymes, voir Garcin.
Éric Garcin, né le 6 décembre 1965 à Avignon, est un footballeur puis entraîneur français. Il joue au poste de milieu de terrain défensif du milieu des années 1980 à la fin des années 1990.

## Biographie
Formé à l'Olympique avignonnais, il fait l'essentiel de sa carrière au Toulouse FC, au Nîmes Olympique et au Mans UC.
En janvier 2002, il est diplômé du DEF (Diplôme d'entraîneur de football). Devenu entraîneur, il dirige le Grenoble Foot pendant trois ans avant d'entraîner le Stade de Reims. Il devient ensuite l'entraîneur du FC Rouen en 2006. En mars 2012, à la suite des mauvais résultats de l'équipe, il est démis de son poste. Il devient en mai 2014 l'adjoint de Sylvain Ripoll au FC Lorient. Depuis septembre 2015, Eric Garcin, est l'adjoint de Bruno BINI au sein de l'équipe nationale féminine chinoise et démis de ses fonctions après le limogeage de Bruno BINI, le 14 novembre 2017.

## Carrière de joueur
- 1982-1985 : Avignon Football 84
- 1985-1986 : Toulouse FC B
- 1987-1993 : Nîmes Olympique
- 1993-1996 : Le Mans UC
- 1996-1997 : Toulouse FC
- 1997-1998 : Motherwell
- 1998-1999 (janvier) : Dundee FC
- 1999 (janvier)-1999 : Le Mans UC[3],[4]

## Palmarès

### Joueur
- Vice-Champion de division 2 en 1991 avec le Nîmes Olympique.

- Nommé parmi les meilleurs joueurs de D2 en 1996 aux oscars UNFP du foot (le lauréat est Marcel Dib).

### Entraîneur
- Vainqueur du Championnat de France amateur de football (groupe D) en 2009 avec le FC Rouen.

## Parcours d'entraîneur
- US Le Pontet
- 2001-novembre 2001 : entraîneur adjoint du Grenoble Foot
- novembre-décembre 2001 : entraîneur du Grenoble Foot
- décembre 2001-2004 : entraîneur adjoint du Grenoble Foot
- 2005-2006 : entraîneur adjoint du Stade de Reims
- 2006-2012 : entraîneur du FC Rouen
- 2012-2013 : entraîneur adjoint du Shenzhen Ruby
- 2014 : entraîneur adjoint du Football Club Lorient
- 2015~2017: entraineur adjoint de la sélection féminine chinoise, avec Bruno Bini.
- depuis 2021 : entraîneur adjoint de la sélection féminine marocaine